# Дакат, Энди
Э́ндрю Да́кат (англ. Andrew Ducat; 15 февраля 1886 — 23 июля 1942), более известный как Энди Дакат (англ. Andy Ducat) — английский крикетист и футболист. Выступал за национальные сборные Англии по крикету и футболу, а также за футбольные клубы «Вулидж Арсенал», «Астон Вилла» и «Фулхэм».

## Крикетная карьера
С 1906 года работал на стадионе «Овал» и вскоре стал членом крикетной команде графства Суррей. Играл в роли бэтсмена. В 1920 году был включён в список пяти лучших крикетистов года по версии Wisden.
В 1921 году сыграл тестовый матч против сборной Австралии.

## Футбольная карьера
Футбольную карьеру начал в клубах «Уэстклифф Атлетик» и «Саутенд Атлетик». В феврале 1905 года стал игроком клуба «Вулидж Арсенал», выступавшего в Первом дивизионе Футбольной лиги. Дебютировал за клуб 11 февраля 1905 года в матче против «Блэкберн Роверс», выйдя на позиции центрфорварда. В следующем сезоне начал выступать на позиции правого хавбека. Всего провёл за «канониров»188 матчей и забил 21 гол.
Будучи игроком «Арсенала» дебютировал за футбольную сборную Англии: это произошло 12 февраля 1910 года в матче против сборной Ирландии в Белфасте, в котором англичане выиграли со счётом 6:1. 14 марта того же года он забил свой первый и единственный гол за сборную в игре против Уэльса. Всего провёл за футбольную сборную Англии 6 матчей.
В июне 1912 года бирмингемский клуб «Астон Вилла» заплатил «Арсеналу» 1000 фунтов за трансфер Даката. 2 сентября 1912 года дебютировал за клуб в матче против «Челси».
14 сентября 1912 года получил перелом ноги, из-за чего пропустил остаток сезона 1912/13. После восстановления от травмы стал ключевым игроком «Виллы», в сезоне 1919/20 помог команде выиграть Кубка Англии, будучи капитаном команды в финальном матче против «Хаддерсфилд Таун». Всего провёл за клуб 87 матчей и забил 5 голов.
В военное время служил в Королевском гарнизоне (англ. Royal Garrison), а также выступал в качестве гостя за «Арсенал», «Бирмингем», «Беллис», «Морком», «Гримсби» и «Александер Понториум».
В мае 1921 года перешёл в лондонский клуб «Фулхэм» за 2000 фунтов. Провёл за «дачников» 68 матчей с 1921 по 1924 год.
В мае 1924 года был назначен главным тренером «Фулхэма». В сезоне 1924/25 команда заняла 12-е место во Втором дивизионе, а в сезоне 1925/26 — 19-е место. В 1926 году Дакат был уволен с поста главного тренера «Фулхэма». Впоследствии играл за любительский клуб «Кэжуалз».

## Достижения
«Астон Вилла»
- Обладатель Кубка Англии: 1920

## После завершения спортивной карьеры
После завершения карьеры крикетиста в 1931 году Дакат стал тренером по крикету в Итонском колледже. Также работал спортивным репортёром в Daily Sketch.
23 июля 1942 года во время крикетного матча на Lord’s Cricket Ground умер от сердечного приступа прямо на крикетном поле. После этого инцидента матч был отменён. Дакат является единственным крикетистом, умершим во время игры на стадионе «Лордс». Он был кремирован в Голдерс-Грин.